# Slag bij Falmagne
De Slag bij Falmagne (Frans: Bataille de Falmagne) was een veldslag tussen troepen uit het Oostenrijkse en Heilige Roomse Rijk tegen de Verenigde Belgische Staten op 22 september 1790.

## Context
In augustus 1790 was generaal Von Bender opgerukt naar Limburg. De Belgen probeerden het te verdedigen, maar leden een groot verlies bij Herve op de 13e. Hoewel het een grote overwinning was voor Oostenrijk, weerklonk het niet in de Verenigde Belgische Staten. Op 3 september probeerde een divisie van het Oostenrijkse leger de Maas over te steken bij Coutisse, maar ze werden verslagen en trokken zich in wanorde terug over de rivier. Op de 18e hadden de generaals Schönfeld en Koehler in Andoy besprekingen met de afgevaardigden van de statisten in het Soevereine Congres. Ze besloten tot een algemene aanval op de Oostenrijkers. 

## De slag

### Planning
Ze zouden de Maas oversteken, Von Schönfeld zou Marche aanvallen, terwijl Koehler Rochefort zou innemen, waar de twee colonnes hun krachten zouden bundelen. Voor dit kleine offensief voerden de statisten hun propaganda, waar ze spraken over "de kruisvaart van september",  massaal op. In Turnhout werd de propaganda extra veel opgevoerd. De regering herinnerde de stad aan de Slag bij Turnhout, en het werkte. het Patriottenleger ging van ~13.400 infanterie en ~2.400 cavalerie naar ~20.000 infanterie en ~3.500 cavalerie. Vooral in Turnhout werkte het. Uit naamlijsten kunnen we ontdekken dat de meeste gemeenten minder dan 100 soldaten leverden, maar Turnhout leverden 237.

### Verloop

#### Zuidelijke front
Op 22 september leidde Koehler een leger van 5000 revolutionairen en vier kanonnen over de Maas bij Moniat om de heuvels van Anseremme en Falmagne aan te vallen. Tegelijkertijd stak iets zuidelijker, richting Hastière, het leger van Von Schönfeld met 1800 man de Maas over. Zij moesten voorkomen dat de Oostenrijkse troepen, die bij Blaimont hun kamp hadden opgeslagen, bij Falmagne zouden aankomen om de troepen daar te versterken.
Aan het zuidelijke front had Von Schönfeld aanvankelijk succes. Ze namen drie kanonnen en 30 gevangenen buit. Net zoals bij Koehler leek het alsof het een overwinning zou zijn. Maar uiteindelijk moesten zijn troepen zich in verwarring over de Maas terugtrekken.                                                                                            Von Schönfeld viel de Oostenrijkse rechterflank aan, maar werd teruggeslagen, ondanks een aanzienlijk numeriek voordeel.

#### Noordelijk front
Aan het noordelijke front bezette Koehler snel de heuvels bij Anseremme en veroverde enkele vijandelijke kanonnen. Maar de Oostenrijkers waren nog niet verslagen. De slag ging verder. Toen de Oostenrijkse cavalerie arriveerde om het leger te versterken en twee Belgische kruitwagens ontploften, keerde het tij. Koehler werd snel teruggedrongen over de heuvels, en daarna de Maas. 

#### Middelste front
Terwijl dit alles gebeurde, vochten in Waulsort, tussen het noordelijke en het zuidelijke front, de dragonders van Brugge en waarschijnlijk de rest van de troepen. De beroemde eerste luitenant van de dragonders Charles Breydel werd dodelijk getroffen door een kanonschot. Hij werd geprezen door het Brugse volk en door het volk uitgeroepen tot Held des Vaderlands.

## Gevolg
Deze terugtocht toonde aan dat een massale opstand de Verenigde Nederlandse Staten niet zal redden. De troepen die bij Falmagne vochten worden onmiddellijk ontbonden. Hendrik van der Noot zag de veldslag echter als een overwinning. Omdat de bevelhebber van de Oostenrijkers; generaal-majoor Von Bleckhem was gesneuveld. Enkele dagen later was de slag definitief voorbij. Dit was verreweg de grootste slag van de Brabantse Omwenteling, waarbij tussen de 25.000 (laagste schattingen) en 50.000 (hoogste schattingen) troepen betrokken waren.  De Oostenrijkse officier Ludwig Wolff de la Marselle zou zich tijdens de slag onderscheiden en bevorderd worden tot luitenant-kolonel van de Clerfayt infanterie Nummer 9 Waals regiment. Hij zou een belangrijke rol spelen tijdens de napoleontische oorlogen. De Oostenrijkse en Heilig Roomse troepen hadden de slag gewonnen en het patriottenleger liep op zijn laatste benen. Schönfeld deed eigenlijk niets meer en plaatste zijn chaotische vrijwilligers aan de Maas en wachtte af. De troepen die nog over bleven zouden worden verslagen bij Namur en twee keer bij Mons. Op 10 december was de revolutie definitief voorbij.